# L'Année épigraphique
L'Année épigraphique (abbreviato in AE) è una rivista annuale francese pubblicata dal 1888. 

## Storia editoriale
Venne ideata da René Cagnat, allora titolare della cattedra di epigrafia e antichità romane al Collège de France, e da Jean-Guillaume Feignon, come assistente epigrafista nel 1888. La pubblicazione fu allegata alla Revue archéologique fino al numero del 1964, poi divenne una pubblicazione autonoma delle Presses universitaires de France sostenuta da una sovvenzione del Centre national de la recherche scientifique, sotto la cui egida è in parte redatta. 
Pubblica sistematicamente tutte le iscrizioni scoperte ogni anno riguardanti il mondo romano, in latino o in greco, nonché tutte le nuove edizioni di testi già conosciuti. L'edizione del testo si accompagna al riferimento dell'edizione originale ed a un breve commento. L'Année épigraphique svolge altresì un lavoro bibliografico con la raccolta di studi, convegni, articoli e monografie dedicate allo studio dell'epigrafia concernente l'universo romano. I documenti sono divisi rispetto alla provincia di rinvenimento, o alla regio se di provenienza italica; un'apposita sezione è dedicata alle iscrizioni di provenienza sconosciuta o rinvenute fuori dai confini dell'impero. Un indice accurato completa l'opera.
L'Année épigraphique è un importante e imprescindibile strumento di lavoro per i ricercatori del settore, benché negli anni più recenti il ritardo dell'edizione (anche di tre anni) rispetto al normale corso degli studi, non rende giustizia alla sua originaria funzione, ovvero quella di strumento d'aggiornamento epigrafico.

## Direzione e redazione
- 1888-1935: René Cagnat, inizialmente da solo, poi con Jean-Guillaume Feignon e Maurice Besnier fino al 1932, infine con Alfred Merlin.
- 1936-1964: Alfred Merlin, alcuni anni con Jean Gagé.
- 1965: Jean Gagé e Marcel Le Glay.
- 1966-1973: Jean Gagé, Marcel Le Glay, Hans-Georg Pflaum e Pierre Wuilleumier.
- 1974-1978: André Chastagnol, Jean Gagé, Marcel Le Glay e Hans-Georg Pflaum.
- 1979-1980: André Chastagnol, Jean Gagé, Marcel Le Glay.
- 1981-1986: André Chastagnol, Marcel Le Glay, Patrick Le Roux.
- 1987-1990: André Chastagnol, André Laronde, Marcel Le Glay, Patrick Le Roux.
- 1991: Direzione di Mireille Corbier, Patrick Le Roux e Sylvie Dardaine.